# Eisenbahntruppen der russischen Streitkräfte

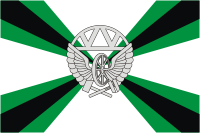
Flagge der Eisenbahntruppen der russischen Streitkräfte

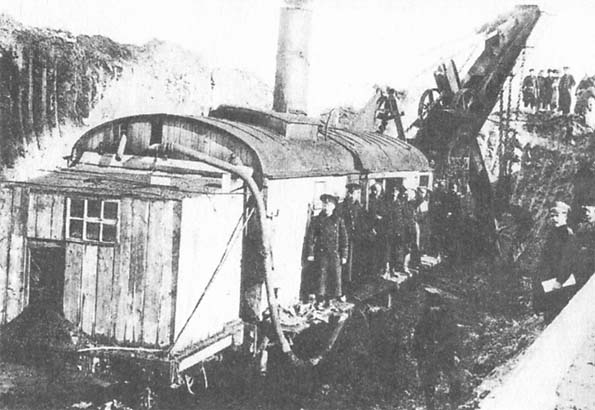
Eisenbahntruppen der russischen Streitkräfte im Jahr 1915

Wappen der Eisenbahntruppen der russischen Streitkräfte

Die Eisenbahntruppen der russischen Streitkräfte (russisch Железнодорожные войска Вооружённые силы России Schelesnodoroschnye woiska России Wooruschonnye sily Rossii) sind eine Abteilung der Eisenbahntruppen in der logistischen Unterstützung der historischen und auch der im 21. Jahrhundert existierenden Streitkräfte Russlands. 

## Beschreibung
Die Eisenbahntruppen erfüllen die Aufgaben der Eisenbahndienste (Vorbereitung, Bau, Wiederaufbau und Schutz der Eisenbahnobjekte). Es handelt sich um die älteste Truppe dieser Art in der Welt, die 1851 als Einheit des Ingenieurkorps der kaiserlich-russischen Armee gegründet wurde. Der Berufsfeiertag der Truppen wird am 6. August gefeiert.
Die Eisenbahntruppen wurden erstmals am 6. August 1851 durch einen Erlass von Kaiser Nikolaus I. gegründet. Gemäß dem Dokument „Vorschriften über die Verwaltung der Eisenbahn St. Petersburg-Moskau“ wurden 14 separate Kompanien von Militärangehörigen, zwei Kompanien von Schaffnern und eine Telegrafengesellschaft gebildet. Die Gesamtzahl belief sich auf 4340 Personen. Die Aufgabe der ersten militärischen Eisenbahnereinheiten bestand darin, die Arbeitsbedingungen der Gleise, Bahnübergänge und Brücken zu unterstützen und sie zu schützen. Die Eisenbahn wurde seit ihrer Gründung im Jahr 1870 Teil des Ingenieurkorps. Zunächst in Form von Zugtrupps und seit 1876 in Form von Eisenbahnbataillonen. Die Eisenbahn gehörte bis einschließlich 1908 zum Ingenieurkorps. Danach wurden sie in einer eigenen Kategorie isoliert und unterliegen den militärischen Dienstnachrichten (Militärische Nachrichten der Roten Armee, VOSO) des Generalstabs. 
Während des Russisch-Türkischen Krieges von 1877 bis 1878 versorgte der Stab die russische Armee kontinuierlich über eigens gebaute Eisenbahnstrecken, darunter die Strecke Bender – Galați. Während des Ersten Weltkriegs baute das Personal der Einheit etwa 300 Kilometer Breitspurbahnen und bis zu 4000 Kilometer Schmalspurbahnen, restaurierte mehr als 4600 Kilometer Gleise und fast 5000 Kilometer Telefon- und Telegrafenleitungen, die mit den Eisenbahnstrecken verbunden waren.